# Paspalum riparium
Paspalum riparium är en gräsart som beskrevs av Christian Gottfried Daniel Nees von Esenbeck. Paspalum riparium ingår i släktet tvillinghirser, och familjen gräs. Inga underarter finns listade i Catalogue of Life.